# Bisbat de Sora-Cassino-Aquino-Pontecorvo

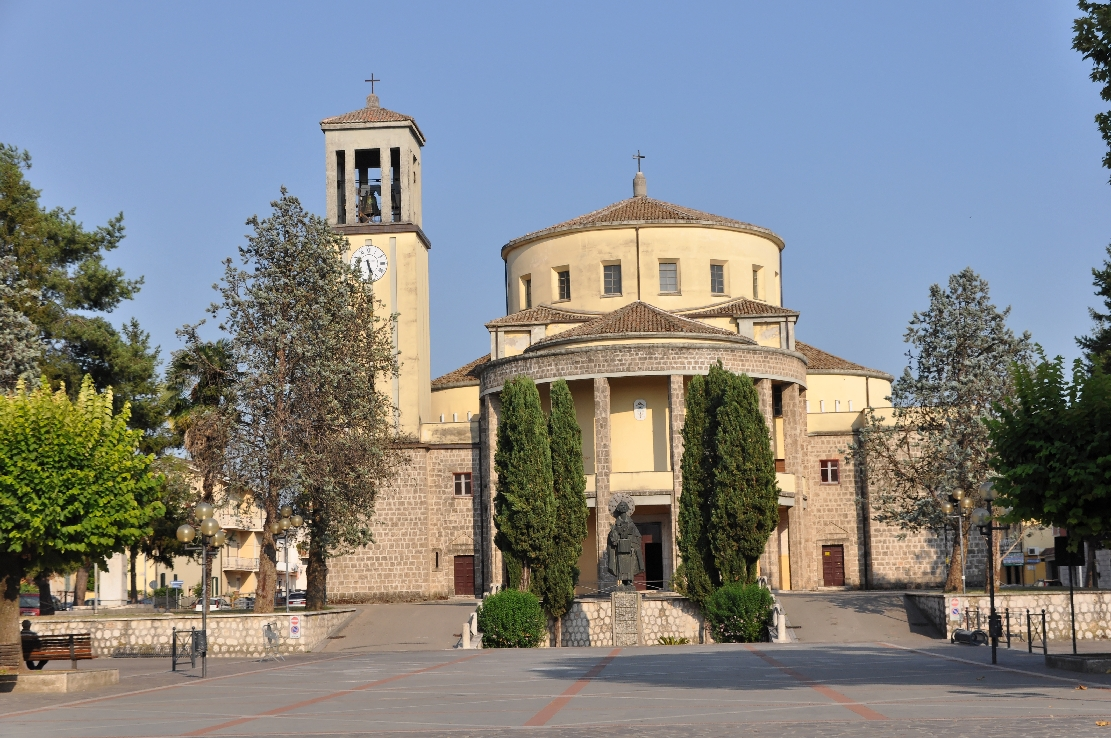
La cocatedral de Sant Costanç i Tomàs d'Aquino a Aquino.

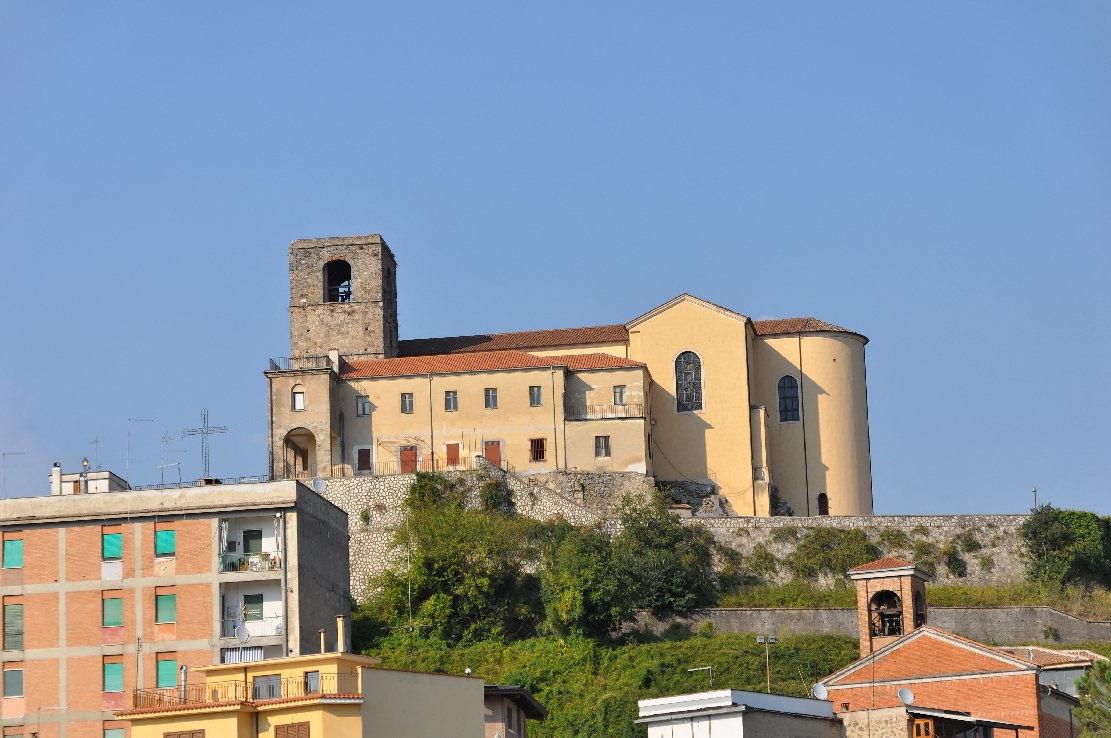
La cocatedral de Sant Bartolomeu a Pontecorvo.

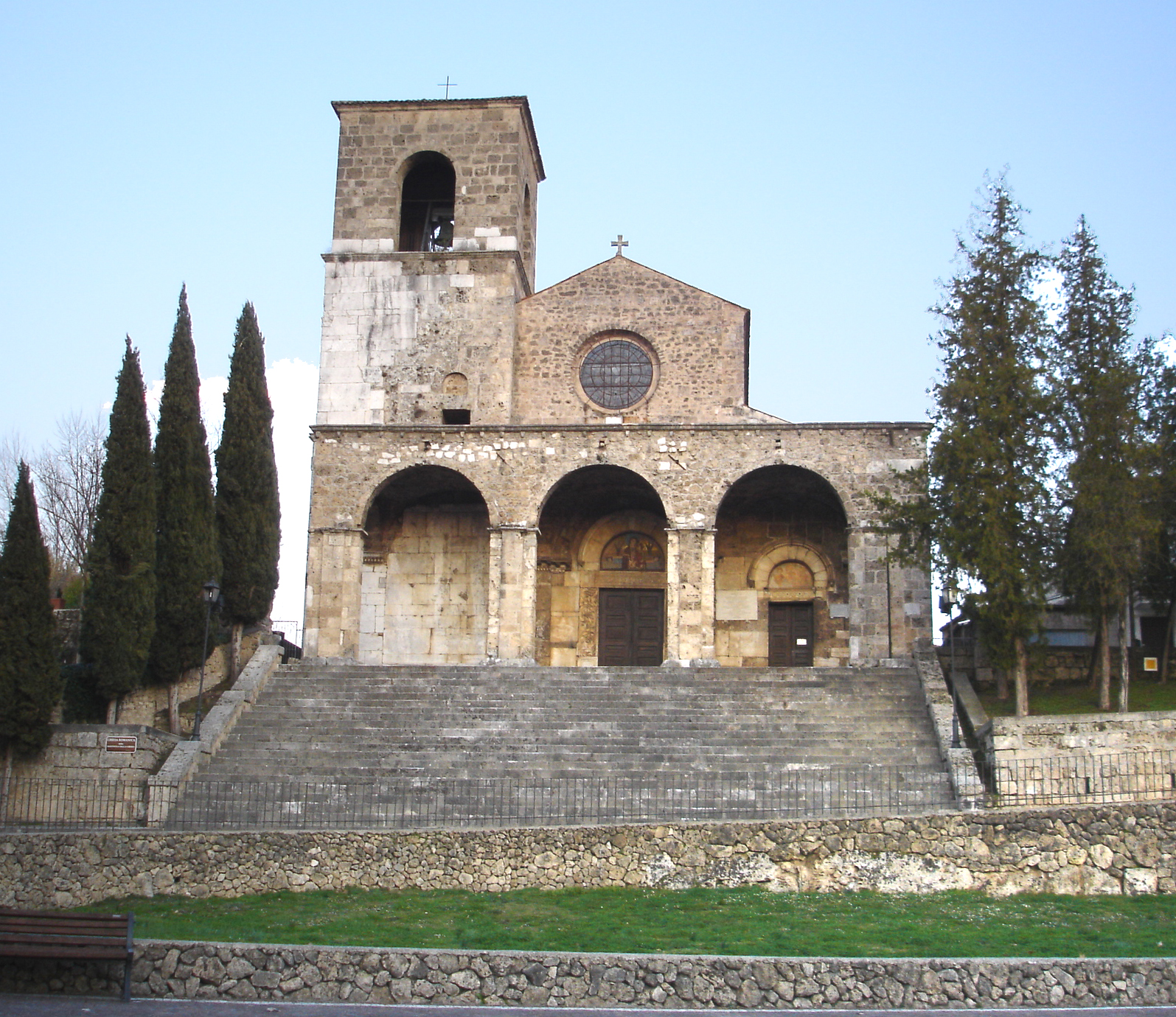
El santuari de Santa Maria della Libera a Aquino.

El bisbat de Sora-Cassino-Aquino-Pontecorvo (italià: diocesi di Sora-Cassino-Aquino-Pontecorvo; llatí: Dioecesis Sorana-Cassinensis-Aquinatensis-Pontiscurvi) és una seu de l'Església catòlica, immediatament subjecta a la Santa Seu, que pertany a la regió eclesiàstica Laci. El 2013 tenia 154.200 batejats d'un total 157.100 habitants. Actualment està regida pel bisbe Gerardo Antonazzo.

## Territori
La diòcesi comprèn la part meridional de la província de Frosinone (mitja i baixa vall del Liri i vall de Comino), la vall Roveto a la província de L'Aquila i la part nord de la Campània. En total ocupa 51 municipis de la província de Frosinone, 7 a la de l'Aquila i 2 a la de Caserta.
- Província de l'Aquila:Balsorano, Canistro, Capistrello, Civita d'Antino, Civitella Roveto, Morino i San Vincenzo Valle Roveto.
- Província de Frosinone:Acquafondata, Alvito, Aquino, Arce, Arpino, Atina, Belmonte Castello, Broccostella, Campoli Appennino, Casalattico, Casalvieri, Cassino, Castelliri, Castelnuovo Parano, Castrocielo, Cervaro, Colfelice, Colle San Magno, Esperia, Fontana Liri, Fontechiari, Gallinaro, Isola del Liri, Pescosolido, Picinisco, Pico, Piedimonte San Germano, Pignataro Interamna, Pontecorvo, Posta Fibreno, Rocca d'Arce, Roccasecca, Sant'Ambrogio sul Garigliano, Sant'Andrea del Garigliano, Sant'Apollinare, San Biagio Saracinisco, San Donato Val di Comino, Sant'Elia Fiumerapido, San Giorgio a Liri, San Giovanni Incarico, San Vittore del Lazio, Santopadre, Settefrati, Sora, Terelle, Vallemaio, Vallerotonda, Vicalvi, Villa Latina, Villa Santa Lucia i Viticuso.
- Província de Caserta: San Pietro Infine i Rocca d'Evandro.

La seu episcopal és la ciutat de Sora, on es troba la catedral de Santa Maria Assunta. A Aquino hi ha la  cocatedral de Santi Costanzo e Tommaso d'Aquino, mentre que a Pontecorvo es troba la cocatedral de San Bartolomeo.
El territori està dividit en 144 parròquies agrupades en 8 zones pastorals:
1. Aquino;
2. Cassino;
3. Pontecorvo;
4. Sora;
5. Isola del Liri;
6. Atina;
7. Balsorano;
8. Cervaro.

A la diòcesi, a més, es troben els següents santuaris:
- Aquino: Santa Maria della Libera;[2]
- Esperia: Madonna delle Grazie
- Pontecorvo: Santi Cosma e Damiano
- Settefrati: Maria Santissima di Canneto;[3]
- Sora: Madonna della Figura

## Història
La propagació del cristianisme en aquesta zona tradicionalment es remunta als temps apostòlics. Sens dubte, el culte dels màrtirs va arribar des dels primers segles. Hi ha notícies bastant incert de bisbes soranis dels segles IV al vii. Tot i que la diòcesi de Sora havia de tenir altres bisbes, fins i tot abans del segle iv, car sembla que la comunitat cristiana ja es va formar a mitjans del segle ii, és sant Amasio, sant d'origen grec, que apareix per primera vegada en un document històric. Aquest primer bisbe, molt discutit per la crítica històrica, el que tindria amb la paraula, els miracles i el zel va reafirmar la fe dels soranis en la lluita contra l'arrianisme.
La diòcesi d'Aquino va ser erigida al segle v. El primer bisbe conegut és Constantino, present en un sínode romà del 465.
La primera notícia documentada històricament sobre la diòcesi de Sora apareix en les cartes del Papa Gelasi I al bisbe Giovanni entre 493 i 495.
Des del segle vii i fins al x, Sora va ser saquejada i destruïda en diverses ocasions. És el terrible període per a la ciutat del domini lombard, descrit molt bé per Gregori el Gran. Coincideix amb una llarga escletxa a la cronologia: del bisbe Leo I en 979, hi va haver una sèrie de bisbes residencials més establerts.
A la fi del segle xii Sora es va annexar la suprimida diòcesi d'Atina, l'antiga catedral es va convertir en església prebostal nullius dioecesis, un estatus que va mantenir durant diversos segles.
El 9 d'octubre de 1155 va ser consagrada solemnement la catedral de Sora, feta pel Papa Adrià IV. La Catedral d'Aquino, que data del segle xii, es va ensorrar a principis del segle xviii i va ser reconstruïda pel bisbe Giuseppe De Carolis; aquest edifici va ser danyat irreparablement durant el bombardeig de 1944; la nova catedral va ser consagrada el 19 d'octubre de 1959.
El bisbe Guido va ser un dels personatges més importants en la història de Sora. Es va atrevir a enfrontar-se a la ira de l'emperador Frederic II, que van assetjar i van destruir la ciutat en 1229: bisbe i soldat, no va dubtar a unir-se al seu poble a minar l'arrogància de l'emperador suabi. També va morir fugitiu com la majoria de les persones de Sora.
El seminari de Sora va ser instituït pel bisbe Giovannelli en el primer terç del segle XVII; el mateix bisbe va ser el responsable de la celebració d'un sínode diocesà, i la visita pastoral a la diòcesi.
A partir de Flaminio Filonardi († 1608) els bisbes d'Aquino posaren la seva residència a Pontecorvo causa de la insalubritat de l'aire aquinatense i de la falta d'un palau episcopal, és a dir, afectada per construir la seva nova seu, que també va ser seu de la seminari.
El 23 de juny de 1725 sota la butlla In excelsa del Papa Benet XIII es va erigir la diòcesi de Pontecorvo que, contextualment es va unir aeque principaliter a la diòcesi d'Aquino. Fins a la primera meitat del segle xix va pertànyer al capítol de la catedral d'Aquino el nomenament del vicari capitular de Pontecorvo, durant la vacant de la seu, un privilegi que el Papa Gregori XVI va concedir posteriorment al capítol de Pontecorvo. La catedral de Pontecorvo, d'origen antic, va ser destruïda durant la Segona Guerra Mundial; la nova, construïda després de la guerra, va ser elevada a la categoria de basílica menor pel Papa Pius XII en 1958.
El 27 de juny de 1818 amb la butlla De utiliori del Papa Pius VII la diòcesi de Sora també es va unir aeque principaliter a les d'Aquino i Pontecorvo.
El 30 de setembre de 1986, amb el decret Instantibus votis de la Congregació per als Bisbes, les tres seu es van fusionar amb la fórmula d'unió plena i la nova circumscripció eclesiàstica va prendre el nom de "Diòcesi de Sora-Aquino-Pontecorvo".
El 23 d'octubre de 2014, de conformitat amb el decret Ad Cassinum Montem de la Congregació per als Bisbes, s'incorporaren les parròquies que pertanyien a l'abadia territorial de Montecassino, assuminit al mateix temps el seu nom actual.

## Cronologia episcopal

### Bisbes de Sora
- Sant'Amasio ? † (337 - 355)
- Giovanni † (inicis de 493/494 - finals de 496)
- Emiliano o Sebastiano[6] † (inicis de 501 - finals de 502)
- Valeriano † (citat el 680)
- Leone I † (citat el 978)
- Leone II † (citat el 1049)
- Palombo † (inicis de 1059 - finals de 1071)
- Giovanni Ostiense † (finals de 22 d'abril de 1073 - 1086)
- Roffredo † (inicis de 1090 - finals de 1110)
- Goffredo o Gaufredo ? † (inicis de 1116 - finals de 1156)
- Landolfo, O.S.B. † (? - 1162 mort)
  - Konrad von Wittelsbach † (citat el 1167) (administrador apostòlic)
- Bernardo † (1174 - 1186)[7]
- Pietro † (citat el 1205)
- Pandulfo † (citat el 1211)
- Anonimo (Gionata ?) † (vers 1221 - ?)
- Guido † (inicis de 1229 - 1238 expulsat)
- Pietro Gaetani † (1252 - 28 de maig de 1252 nomenat bisbe de Todi)
- Luca † (20 de desembre de 1253 - ?)
- Pietro Gerra † (20 d'abril de 1267 - 2 d'agost de 1278 nomenat bisbe de Rieti)
- Andrea Perro † (9 de juny de 1279 - 27 de juliol de 1286 nomenat bisbe de Rieti)
  - Pietro Gerra † (1286 - 1295 renuncià) (administrador apostòlic)
- Nicola † (1295 - 9 d'agost de 1296 nomenat bisbe de Teano)
- Andrea Masarone † (9 d'agost de 1296 - finals de 1321 mort)
- Giacomo † (24 de novembre de 1323 - 1355 mort)
- Angelo Ricasoli † (4 de setembre de 1355 - 6 de març de 1357 nomenat bisbe d'Aversa)
- Andrea † (19 de març de 1358 - 1364 mort)
- Martino † (23 de desembre de 1364 - 29 de gener de 1378 nomenat bisbe de Tricarico)
- Pietro Corsario † (29 de gener de 1378 - 1397 mort)[8]
  - Raimondo Venato † (15 de gener de 1379 - ?) (antibisbe)
- Cola Francesco † (11 d'abril de 1397 - 1399 mort)
- Giacomo d'Antiochia, O.F.M. † (1 d'octubre de 1399 - 27 de febrer de 1404 nomenat bisbe d'Assís)
- Antonio da Porciano † (27 de febrer de 1404 - 1406)
- Giacomo d'Antiochia, O.F.M. † (29 d'octubre de 1406 - 1420 mort) (per segona vegada)
- Giovanni da Montenegro † (30 d'octubre de 1420 - 1432 ? mort)
- Antonio Novelli † (5 d'octubre de 1433 - 1463 ?)
- Angelo Lupi † (10 d'octubre de 1463 - 4 de setembre de 1471 nomenat bisbe de Tívoli)
- Giacomo † (4 de setembre de 1471 - ?)
- Pietro Lupi † (16 de setembre de 1479 - 1503 renuncià)
- Matteo Mancini † (7 de juny de 1503 - 1505 mort)
- Giacomo de Massimi † (8 d'agost de 1505 - 12 de desembre de 1511 nomenat bisbe de Cittaducale)
- Bernardo Ruggieri † (12 de desembre de 1511 - 1530 renuncià)
- Adriano Mascheroni † (21 d'octubre de 1530 - 1531 mort)
- Bartolomeo Ferratini † (8 de novembre de 1531 - 14 de gener de 1534 nomenat bisbe de Chiusi)
  - Alessandro Farnese el gran † (19 de gener de 1534 - 8 de juny de 1534 renuncià, després elegit papa amb el nom de Pau III) (administrador apostòlic)
- Eliseo Teodino † (8 de juny de 1534 - 1561 renuncià)
  - Alessandro Farnese iuniore † (1561 - 1561 renuncià) (administrador apostòlic)
- Tommaso Gigli † (24 d'octubre de 1561 - 12 de novembre de 1576 nomenat bisbe de Piacenza)
  - Alessandro Farnese el jove † (1577 - 1577 renuncià) (administrador apostòlic)
- Giovanbattista Maremonti † (14 d'agost de 1577 - 1578 mort)
- Orazio Ciceroni † (17 de març de 1578 - 31 de juliol de 1591 nomenat bisbe de Ferentino)
- Marco Antonio Salomone † (31 de juliol de 1591 - 1608 renuncià)
- Giulio Calvi † (11 de febrer de 1608 - 1608 mort)
- Michele Consoli, C.R. † (12 de gener de 1609 - 21 de juliol de 1609 mort)
- Girolamo Giovannelli † (31 d'agost de 1609 - de juliol de 1632 mort)
- Paolo Benzoni, C.R.L. † (20 de setembre de 1632 - 1637 mort)
- Felice Tamburrelli † (1 de març de 1638 - 1656 mort)
- Agostino De Bellis, C.R. † (15 de gener de 1657 - d'octubre de 1659 mort)
- Maurizio Piccardi † (12 de gener de 1660 - 10 de març de 1675 mort)
- Marco Antonio Pisanelli † (30 de setembre de 1675 - 13 de juliol de 1680 mort)
- Tommaso Guzoni, C.O. † (13 de gener de 1681 - 5 de desembre de 1702 renuncià)
- Matteo Gagliani † (15 de gener de 1703 - de setembre de 1717 mort)
- Gabriele De Marchis † (10 de gener de 1718 - d'octubre de 1734 mort)
- Scipione Sersale † (27 de juny de 1735 - 3 de febrer de 1744 nomenat bisbe de Lecce)
- Nicolò Cioffi † (13 d'abril de 1744 - 19 de febrer de 1748 nomenat arquebisbe d'Amalfi)
- Antonio Correale † (15 de juliol de 1748 - d'agost de 1764 mort)
- Tommaso Taglialatela † (4 de febrer de 1765 - 29 de desembre de 1767 mort)
- Giuseppe Maria Sisto y Britto, C.R. † (14 de març de 1768 - vers 1796 mort)
- Agostino Colaianni † (18 de desembre de 1797 - 1814 mort)
  - Sede vacante (1814-1818)

### Bisbes de Aquino
- Costantino † (inicis de 465 - finals de 487)
- Asterio † (inicis de 501 - finals de 502)
- San Costanzo † (inicis de 528/529 - finals de 544)[9]
- Andrea † (572 - 585)
- Giovino † (? - 593 mort)
  - Sede vacante
- Lorenzo † (segle x) ?
- Adelgesio † (citat el 985)
- Angelo † (vers 1049 - 1059 deposat)
- Martino, O.S.B. † (1060 - 1072)
- Leone † (1073 - 1076)
- Lando, O.S.B. † (citat el 1076)
- Ingilberto (o Gilberto) † (1101 - 1108)
- Mansone † (1109 - 1116)
- Azo † (1118 - 1136)
- Guarino † (1136 - 1148)
- Rainaldo, O.S.B. † (1157 - 1192)
- Goffredo, O.S.B. † (citat el 1192)
- Gregorio, O.S.B.Vall. † (1194 - 1225)
- anònim (1225-1235), possiblement Robert de Nantes[10]
- Lando † (1237 - 1239)
- Pietro da Sant'Elia † (26 de febrer de 1251 - 21 de setembre de 1271 mort)
- Giovanni I, O.S.B. † (vers 1281 - 1294 mort)
- Bernardo, O.S.B. † (1294 - 12 de desembre de 1295 nomenat bisbe de Fano)
- Guglielmo de Martinis † (28 de març de 1295 - 1297 ? mort)
- Lamberto, O.F.M. † (25 de maig de 1297 - 1309 mort)
- Tommaso † (20 de juny de 1309 - 1313 mort)
- Leonardo "Ammavamengo" † (8 d'octubre de 1313 - 1340 mort)
- Giacomo Falconieri † (16 de juliol de 1342 - 10 de novembre de 1348 nomenat bisbe de Bitonto)
- Tommaso da Boiano, O.F.M. † (30 de març de 1349 - 1354)[11]
- Guglielmo † (15 d'octubre de 1354 - 1360 ? mort)
- Antonio di Pontecorvo † (5 de març de 1360 - 1375 ? mort)
- Giovanni II di Pontecorvo † (13 d'abril de 1375 - vers 1380 deposat)[12]
- Antonio Arcioni † (1380 - 6 de febrer de 1387 nomenat bisbe d'Ascoli Piceno)
  - Lorenzo, O.F.M. † (28 de maig de 1387 - 1388 mort) (antibisbe)
  - Giovanni III † (2 de desembre de 1388 - ?) (antibisbe)
- Giacomo d'Antiochia † (13 de febrer de 1387 - 1 d'octubre de 1399 nomenat bisbe de Sora)
- Giovanni III[13] † (30 d'agost de 1399 - 1420) (per segona vegada)
- Giacomo "de Briciis" da Cave † (13 de novembre de 1420 - 7 de juliol de 1424 nomenat bisbe de Spoleto)
- Francesco de Tedallinis, O.F.M. † (7 de juliol de 1424 - 1430 mort)
- Luca Alberini † (13 d'octubre de 1430 - 1 d'agost de 1452 mort)
- Antonio † (4 d'agost de 1452 - 1475 mort)
- Roberto Caracciolo, O.F.M. † (25 d'octubre de 1475 - 8 de març de 1484 nomenat bisbe de Lecce)
- Salvatore † (1484 - 1485)
- Roberto Caracciolo, O.F.M. † (18 de juliol de 1485 - 1495 mort) (per segona vegada)
  - Bernardino Lonati † (10 de juliol de 1495 - 13 de novembre de 1495 renuncià) (administrador apostòlic)
- Battista del Bufalo † (13 de novembre de 1495 - finals de 17 de juny de 1513 mort)
- Giacomo Gherardi † (17 de desembre de 1513 - de setembre de 1516 mort)
- Mario Maffei † (5 de novembre de 1516 - 9 de setembre de 1524 nomenat bisbe de Cavaillon)
- Antonio De Corrago † (7 d'abril de 1525 - 1528 mort)
- Innico D'Avalos, O.S.B.Oliv. † (4 de setembre de 1528 - 1543 mort)
- Galeazzo Florimonte † (4 de maig de 1543 - 22 d'octubre de 1552 nomenat bisbe de Sessa Aurunca)
- Adriano Fuscone † (22 d'octubre de 1552 - 1579 mort)
- Giovanni Luigi Guarini † (30 de març de 1579 - de novembre de 1579 mort)
- Flaminio Filonardi † (13 de novembre de 1579 - 12 de setembre de 1608 mort)
- Filippo Filonardi † (24 de novembre de 1608 - 18 de maig de 1615 renuncià)
- Alessandro Filonardi † (18 de maig de 1615 - 21 de gener de 1645 mort)
- Angelo Maldachini, O.P. † (15 de maig de 1645 - 19 de novembre de 1646 nomenat bisbe de San Severino Marche)
- Francesco Antonio Depace † (3 de desembre de 1646 - 1655 mort)
- Marcello Filonardi † (11 d'octubre de 1655 - de maig de 1689 mort)
- Giuseppe Ferrari † (17 d'abril de 1690 - 11 de maig de 1699 mort)
- Giuseppe De Carolis † (5 de setembre de 1699 - 25 de juny de 1725 nomenat bisbe d'Aquino e Pontecorvo)

### Bisbes d'Aquino e Pontecorvo
- Giuseppe De Carolis † (25 de juny de 1725 - 5 de gener de 1742 mort)[14]
- Francesco Antonio Spadea † (22 de gener de 1742 - 14 d'abril de 1751 renuncià)
- Giacinto Sardi † (5 de juliol de 1751 - 25 de setembre de 1786 mort)
  - Sede vacante (1786-1792)
- Antonio Siciliani † (27 de febrer de 1792 - 16 de febrer de 1795 mort)
- Giuseppe Maria De Mellis † (29 de gener de 1798 - vers 1814 mort)
  - Sede vacante (1814-1818)

### Bisbes de Sora, Aquino e Pontecorvo
- Andrea Lucibello † (29 de març de 1819 - 9 de març de 1836 renuncià)
- Giuseppe Maria Mazzetti, O.Carm. † (11 de juliol de 1836 - 5 de febrer de 1838 renuncià)
- Giuseppe Montieri † (13 de setembre de 1838 - 12 de novembre de 1862 mort)
  - Sede vacante (1862-1871)
- Paolo de Niquesa † (27 d'octubre de 1871 - 26 de març de 1879 mort)
- Ignazio Persico, O.F.M.Cap. † (26 de març de 1879 - 14 de març de 1887 nomenat arquebisbe titular de Damiata)
- Raffaele Sirolli † (14 de març de 1887 - 14 de desembre de 1899 renuncià)
- Luciano Bucci, O.F.M. † (14 de desembre de 1899 - 14 d'octubre de 1900 mort)
- Antonio Maria Iannotta † (17 de desembre de 1900 - 5 de desembre de 1933 mort)
- Agostino Mancinelli † (5 de desembre de 1933 - 15 d'abril de 1936 nomenat arquebisbe de Benevent)
- Michele Fontevecchia † (15 de juny de 1936 - 19 d'abril de 1952 renuncià)
- Biagio Musto † (19 d'abril de 1952 - 9 d'abril de 1971 mort)
- Carlo Minchiatti † (29 de maig de 1971 - 6 d'agost de 1982 nomenat arquebisbe de Benevent)
- Lorenzo Chiarinelli (21 de gener de 1983 - 30 de setembre de 1986 nomenat bisbe de Sora-Aquino-Pontecorvo)

### Bisbes de Sora-Aquino-Pontecorvo
- Lorenzo Chiarinelli (30 de setembre de 1986 - 27 de març de 1993 nomenat bisbe d'Aversa)
- Luca Brandolini, C.M. (2 de setembre de 1993 - 19 de juny de 2009 ritirato)
- Filippo Iannone, O.Carm. (19 de juny de 2009 - 31 de gener de 2012 nomenat arquebisbe viceregent de Roma)
- Gerardo Antonazzo (22 de gener de 2013 - 23 d'octubre de 2014 nomenat bisbe de Sora-Cassino-Aquino-Pontecorvo)

### Bisbes de Sora-Cassino-Aquino-Pontecorvo
- Gerardo Antonazzo, des del 23 d'octubre de 2014

## Bisbes oriunds de la diòcesi
- Giovanni D'Ercole, F.D.P. (Morino, 5 d'octubre de 1947), bisbe d'Ascoli Piceno.

## Estadístiques
A finals del 2013, la diòcesi tenia 154.200 batejats sobre una població de 157.100 persones, equivalent 98,2% del total.
| any  | població | població | població | sacerdots | sacerdots       | sacerdots       | sacerdots             | diaques | religiosos | religiosos | parroquies |
| ---- | -------- | -------- | -------- | --------- | --------------- | --------------- | --------------------- | ------- | ---------- | ---------- | ---------- |
| any  | batejats | total    | %        | total     | clergat secular | clergat regular | batejats por sacerdot | diaques | homes      | dones      |            |
| 1950 | ?        | 191.000  | ?        | 159       | 159             |                 | ?                     |         | 51         | 239        | 88         |
| 1959 | 167.686  | 167.721  | 100,0    | 174       | 130             | 44              | 963                   |         | 53         | 280        | 98         |
| 1970 | 150.184  | 150.520  | 99,8     | 169       | 121             | 48              | 888                   |         | 65         | 268        | 103        |
| 1980 | 155.900  | 157.150  | 99,2     | 159       | 119             | 40              | 980                   |         | 57         | 248        | 106        |
| 1990 | 156.547  | 156.717  | 99,9     | 145       | 102             | 43              | 1.079                 |         | 48         | 232        | 91         |
| 1999 | 151.996  | 153.550  | 99,0     | 124       | 91              | 33              | 1.225                 | 6       | 36         | 199        | 91         |
| 2000 | 152.351  | 153.772  | 99,1     | 124       | 91              | 33              | 1.228                 | 6       | 36         | 192        | 91         |
| 2001 | 151.636  | 153.019  | 99,1     | 122       | 92              | 30              | 1.242                 | 9       | 34         | 195        | 91         |
| 2002 | 152.146  | 153.520  | 99,1     | 117       | 88              | 29              | 1.300                 | 9       | 31         | 181        | 91         |
| 2003 | 151.779  | 153.379  | 99,0     | 112       | 85              | 27              | 1.355                 | 9       | 29         | 175        | 91         |
| 2004 | 151.100  | 152.893  | 98,8     | 107       | 77              | 30              | 1.412                 | 17      | 34         | 155        | 91         |
| 2010 | 151.932  | 154.855  | 98,1     | 109       | 91              | 18              | 1.393                 | 17      | 19         | 175        | 91         |
| 2013 | 154.200  | 157.100  | 98,2     | 94        | 76              | 18              | 1.640                 | 16      | 19         | 159        | 91         |

### Per la seu de Sora
- Crescenzo Marsella, I vescovi di Sora, Sora, Tipografia Vincenzo D'Amico, 1934. (italià)
- Francesco Lanzoni, diocesi d'Italia dalle origini al principio del secolo VII (an. 604), vol. I, Faenza 1927, pp. 170–172 (italià)
- Giuseppe Cappelletti, Le Chiese d'Italia della loro origine sino ai nostri giorni, vol. XXI, Venècia 1870, pp. 357–364 (italià)
- Pius Bonifacius Gams, Series episcoporum Ecclesiae Catholicae, Leipzig 1931, p. 925 (llatí)
- Konrad Eubel, Hierarchia Catholica Medii Aevi, vol. 1 Arxivat 2019-07-09 a Wayback Machine., p. 458; vol. 2 Arxivat 2018-10-04 a Wayback Machine., p. 240; vol. 3 Arxivat 2019-03-21 a Wayback Machine., p. 302; vol. 4 Arxivat 2018-10-04 a Wayback Machine., pp. 319–320; vol. 5, pp. 360–361; vol. 6, pp. 384–385 (llatí)

### Per la seu d'Aquino i de Pontecorvo
- Francesco Lanzoni, Le diocesi d'Italia dalle origini al principio del secolo VII (an. 604), vol. I, Faenza 1927, p. 172 (italià)
- Giuseppe Cappelletti, Le Chiese d'Italia della loro origine sino ai nostri giorni, vol. XXI, Venècia 1870, pp. 351–357 (italià)
- Pius Bonifacius Gams, Series episcoporum Ecclesiae Catholicae, Leipzig 1931, pp. 851–852 (llatí)
- Konrad Eubel, Hierarchia Catholica Medii Aevi, vol. 1 Arxivat 2019-07-09 a Wayback Machine., pp. 99–100; vol. 2 Arxivat 2018-10-04 a Wayback Machine., p. 92; vol. 3 Arxivat 2019-03-21 a Wayback Machine., p. 114; vol. 4 Arxivat 2018-10-04 a Wayback Machine., p. 91; vol. 5, p. 94; vol. 6, p. 94 (llatí)